# Chansons
Pour les articles homonymes, voir Chanson.
 (juillet 2017).
Si vous disposez d'ouvrages ou d'articles de référence ou si vous connaissez des sites web de qualité traitant du thème abordé ici, merci de compléter l'article en donnant les références utiles à sa vérifiabilité et en les liant à la section « Notes et références ».
Albums de Élie Semoun
Sur le fil
(2007)
Chansons est le premier album de l'humoriste, acteur et chanteur français Élie Semoun, publié en 2003.
L'album contient des textes simples et légers, fredonnés ou parlés, parlant souvent d'amour, sur une bossa calme et chaloupée[réf. nécessaire].
Il comporte onze titres en français, dont une reprise de Juliette Gréco et Bourvil, C'était bien populairement connu sous le nom de Au petit bal perdu.
Chansons s'est vendu à près de 80 000 exemplaires.

## Liste des titres
| 1.    | Mademoiselle A                              | 3:29 |
| 2.    | Vous                                        | 3:47 |
| 3.    | La minute de silence (Duo avec Lisa Ekdahl) | 3:45 |
| 4.    | La chanson idéale                           | 4:51 |
| 5.    | Carte postale                               | 3:49 |
| 6.    | Abécédaire (Duo avec Axelle Red)            | 4:24 |
| 7.    | Le secret                                   | 2:13 |
| 8.    | Emma                                        | 3:23 |
| 9.    | C'était bien                                | 3:39 |
| 10.   | Au petit bonheur                            | 3:09 |
| 11.   | Imbécile heureux                            | 2:51 |
| 39:21 |                                             |      |